# GumX
GumX (껌엑스) war eine Punkband aus Südkorea, die durch den Song Hymn to Love 2003 bekannt wurde.

## Geschichte
Die 2000 gegründete Band bestand aus dem Sänger und Gitarristen Lee Yong-won, dem Bassisten Lee Keun-young und dem Schlagzeuger Choi Gun. Nach Veröffentlichung der Alben What's Been Up? (2003) und Green Freakzilla (2004) leisteten die Bandmitglieder zwischen 2005 und 2007 ihren Militärdienst im Rahmen der Wehrpflicht. Im Mai 2008 erschien das dritte Album Old.
Frontmann Lee Yong-won spielt seit 2010 bei der Band Yellow Monsters.

## Diskografie

### Alben
- 2003: What’s Been Up?
- 2004: Green Freakzilla
- 2008: Old

### Sampler
- 2003: Hungry for Carnage
- 2006: Punk Rock Camp!! Extra 2